# ديفيد إم. لوي
ديفيد إم. لوي (بالإنجليزية: David M. Louie)‏ هو محامي أمريكي، ولد في 8 أكتوبر 1951 في أوكلاند في الولايات المتحدة.